# Vietnamesische Fußballnationalmannschaft
Die vietnamesische Fußballnationalmannschaft (vietnamesisch Đội tuyển bóng đá quốc gia Việt Nam) ist die Nationalmannschaft des südostasiatischen Staates Vietnam, sie wird von der Vietnam Football Federation (VFF) organisiert. Die VFF wurde 1962 gegründet und trat zwei Jahre später der FIFA bei. Ihre Heimspiele trägt die Mannschaft im Mỹ-Đình-Nationalstadion der Hauptstadt Hanoi aus, selten wird auch in Nam Định, Hải Phòng und Ho-Chi-Minh-Stadt gespielt.

## Geschichte
Die Geschichte des Fußballs in Vietnam begann nach der Kolonialisierung durch Frankreich, nach der Unabhängigkeit des Landes konnte sich diese Sportart aufgrund der Kriege und Konflikte jedoch kaum entwickeln. Während der Zeit des Vietnamkrieges hatten die beiden vietnamesischen Staaten zwei eigenständige Nationalmannschaften.
Die Nordvietnamesische Fußballnationalmannschaft war nur wenig aktiv und spielte fast ausschließlich gegen kommunistisch oder sozialistisch regierte Staaten. Ihr erstes Länderspiel trug die Mannschaft am 4. Oktober 1956 in China aus und verlor mit 0:3. Bis 1966 folgten dann weitere 23 Spiele, von denen Nordvietnam sechs gewinnen konnte (bei drei Unentschieden und 15 Niederlagen). Im letzten Länderspiel gegen den Nordjemen erreichte die Mannschaft auch ihren höchsten Sieg (9:0), ab 1966 wurde kein Länderspiel mehr ausgetragen.
Hingegen war die Südvietnamesische Fußballnationalmannschaft wesentlich aktiver. Das erste Länderspiel wurde bereits 1949 ausgetragen, in den Jahren 1956 und 1960 war die südvietnamesische Mannschaft bei der Asienmeisterschaft vertreten, wurde aber in beiden Ausgaben letzter. Kurz vor dem Zusammenbruch des Landes nahm Südvietnam auch an den Qualifikationsspielen zur WM 1974 teil. Das letzte Länderspiel wurde im März 1975 – einen Monat vor dem Fall Saigons – ausgetragen.
Nach der Wiedervereinigung des Landes im Jahre 1976 fand 15 Jahre lang kein Länderspiel mehr statt. Erst bei den Südostasienspielen 1991 in den Philippinen trat wieder eine vietnamesische Nationalmannschaft an. 1993 trug das Land erstmals WM-Qualifikationsspiele aus, konnte sich damals aber nicht gegen die Konkurrenz aus Nordkorea und Katar durchsetzten. 1998 scheiterte man an China, 2002 an Saudi-Arabien, 2006 an Südkorea. Auch bei der WM 2010 war Vietnam nicht vertreten, da man in der ersten Runde den Vereinigten Arabischen Emiraten unterlag.
Auch bei der Fußball-Asienmeisterschaft war Vietnam lange nicht vertreten, mehrmals scheiterte man an Mannschaften wie China und Südkorea. Schließlich war man 2007 dann Co-Gastgeber des Turniers. Im ersten Länderspiel wurden die Arabischen Emirate mit 2:0 besiegt, ein weiteres 1:1 gegen Katar und eine 1:4-Niederlage gegen Japan reichten für den Viertelfinaleinzug Vietnams aus. Dort unterlag man allerdings dem späteren Asienmeister Irak mit 0:2.
Auf regionaler Ebene konnte Vietnam einige Erfolge verbuchen, so wurde bei der ASEAN-Fußballmeisterschaft (ehemals Tiger Cup) bis auf 2002 immer das Halbfinale erreicht. 1998 unterlag man Singapur im Finale. 2007 verlor man im Halbfinale gegen Thailand.
Vietnam ist es bisher noch nicht gelungen, sich für eine Fußball-Weltmeisterschaft zu qualifizieren. An der Fußball-Asienmeisterschaft nahm die Mannschaft 2007 als einer der vier Gastgeber teil. Die ASEAN-Meisterschaft 2008 wurde schließlich zum größten Erfolg für Vietnam. Im Halbfinale bezwang die Mannschaft den Titelverteidiger aus Singapur mit 1:0 und erreichte das Finale. Das Hinspiel im Bangkoker Rajamangala-Stadion gegen Thailand gewann die Mannschaft mit 2:1, durch ein 1:1 im heimischen Hanoi wurde die erste Meisterschaft für die Vietnamesen gesichert.

## Teilnahme Vietnams an den Weltmeisterschaften
- 1950 bis 1970: weder Nord- noch Südvietnam teilgenommen
- 1974: Südvietnam konnte sich nicht qualifizieren, Nordvietnam nahm nicht teil
- 1978 bis 1990: nicht teilgenommen
- 1994 bis 2026: nicht qualifiziert

## Teilnahme Vietnams an den Olympischen Spielen
- 1956 in Melbourne – qualifiziert, aber abgesagt (Südvietnam)
- 1960 in Rom – keine Teilnahme
- 1964 in Tokio – nicht qualifiziert (Südvietnam)
- 1968 in Mexiko-Stadt – nicht qualifiziert (Südvietnam)
- 1972 in München – keine Teilnahme

Nordvietnam nahm nie an den Olympischen Spielen bzw. der Qualifikation dazu teil, nach Wiedervereinigung nahm noch keine vietnamesische Mannschaft an den Olympischen Spielen teil.

## Teilnahme an den Fußball-Asienmeisterschaften
- 1980 bis 1992: nicht teilgenommen
- 1996 bis 2004: nicht qualifiziert
- 2007: Viertelfinale
- 2011 bis 2015: nicht qualifiziert
- 2019: Viertelfinale
- 2024: Gruppenphase

## Teilnahme Vietnams an der ASEAN-Fußballmeisterschaft

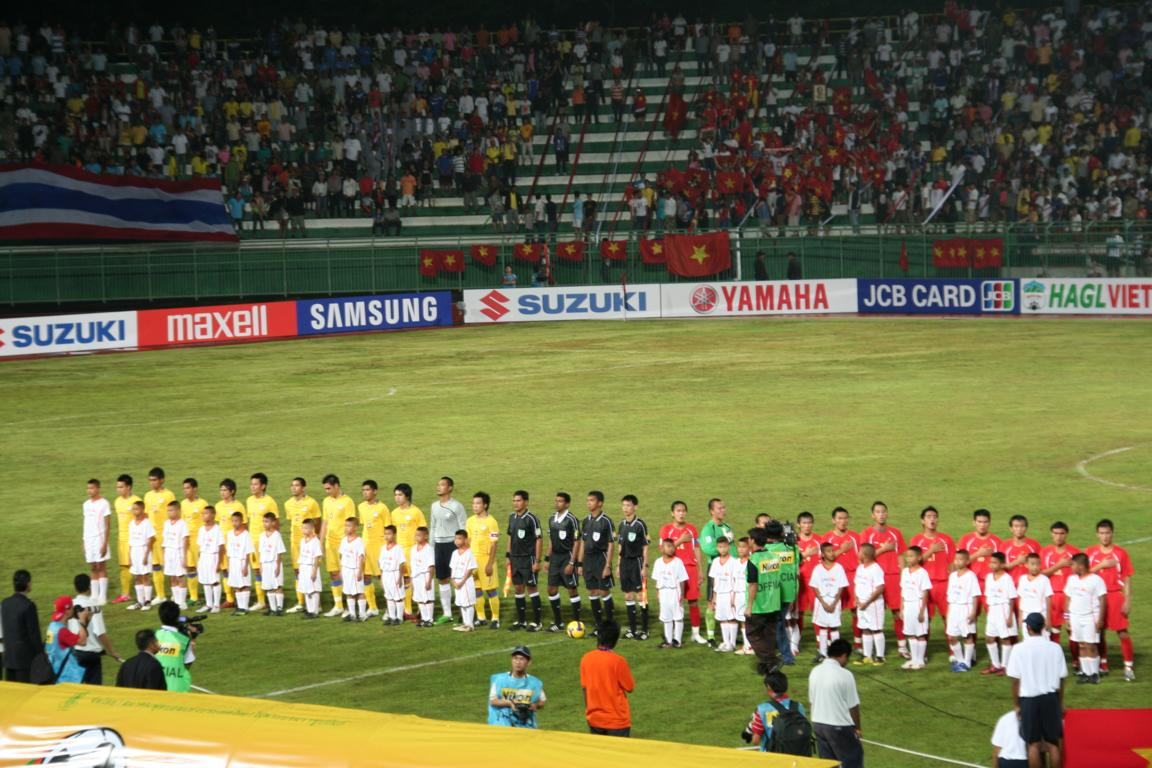
Vietnam bei der ASEAN-Meisterschaft 2008 in Phuket

- 1996 – Dritter
- 1998 – Zweiter
- 2000 – Halbfinale
- 2002 – Dritter
- 2004 – Vorrunde
- 2007 – Halbfinale
- 2008 – Südostasienmeister
- 2010 – Halbfinale
- 2012 – Vorrunde
- 2014 – Halbfinale
- 2016 – Halbfinale
- 2018 – Südostasienmeister
- 2021 – Halbfinale
- 2022 – Zweiter
- 2024 – Südostasienmeister

## Trainer (unvollständig)
- Vũ Văn Tư (1991)
- Nguyễn Sỹ Hiển (1993)
- Trần Duy Long (1994–1995)
- Edson Tavares (1995)
- Karl-Heinz Weigang (1995–1997)
- Colin Murphy (1997)
- Alfred Riedl (1998–2001)
- Dido (2000–2001)
- Henrique Calisto (2002)
- Alfred Riedl (2003)
- Edson Tavares (2004)
- Trần Văn Khánh (2004–2005)
- Alfred Riedl (2005–2007)
- Henrique Calisto (2008–2011)
- Falko Götz (2011–2012)
- Phan Thanh Hùng (2012)
- Hoàng Văn Phúc (2013–2014)
- Toshiya Miura (2014–2016)
- Nguyễn Hữu Thắng (2016–2017)
- Park Hang-seo (2017–2023)
- Philippe Troussier (2023–2024)
- Kim Sang-shik (seit 2024)